# Runar Hauge
Runar Hauge (Bodø, 2001. szeptember 1. –) norvég korosztályos válogatott labdarúgó, a skót Hibernian középpályása.

## Pályafutása

### Klubcsapatokban
Runar Hauge a norvégiai Bodø városában született. Az ifjúsági pályafutását a helyi IK Junkerennél kezdte, majd a másodosztályban szereplő Bodø/Glimt akadémiájánál folytatta.
2017-ben mutatkozott be a Bodø/Glimt felnőtt csapatában. Először a 2017. október 29-ei, Åsane elleni mérkőzésen lépett pályára. A 2020-as szezonban kölcsönjátékosként a Grorud együttesét erősítette. 2021-ben a Stjørdals-Blink csapatában játszott szintén kölcsönben, itt összesen 25 mérkőzésen 3 gólt szerzett.
2022. január 31-én a skót Hibernianhoz igazolt. Március 2-án, a Dundee ellen 0–0-ás döntetlennel zárult mérkőzés 77. percében Drey Wright cseréjeként debütált. 2022. július 27-én féléves kölcsönszerződést kötött az ír Dundalk együttesével.

### A válogatottban
Hauge a egészen az U15-ös korosztálytól az U18-asig képviselte Norvégiát.

## Statisztikák
2022. október 28. szerint
| Klub                         | Szezon   | Osztály              | Bajnokság | Bajnokság | Kupa és ligakupa | Kupa és ligakupa | Nemzetközi | Nemzetközi | Összesen | Összesen |
| Klub                         | Szezon   | Osztály              | Meccs     | Gól       | Meccs            | Gól              | Meccs      | Gól        | Meccs    | Gól      |
| ---------------------------- | -------- | -------------------- | --------- | --------- | ---------------- | ---------------- | ---------- | ---------- | -------- | -------- |
| Bodø/Glimt                   | 2017     | OBOS-ligaen          | 1         | 0         | 0                | 0                | —          | —          | 1        | 0        |
| Bodø/Glimt                   | 2019     | Eliteserien          | 2         | 0         | 1                | 0                | —          | —          | 3        | 0        |
| Bodø/Glimt                   | 2020     | Eliteserien          | 8         | 0         | 0                | 0                | —          | —          | 8        | 0        |
| Bodø/Glimt                   | Összesen | Összesen             | 11        | 0         | 1                | 0                | 0          | 0          | 12       | 0        |
| Grorud (kölcsönben)          | 2020     | OBOS-ligaen          | 10        | 2         | 0                | 0                | —          | —          | 10       | 2        |
| Stjørdals-Blink (kölcsönben) | 2021     | OBOS-ligaen          | 25        | 3         | 0                | 0                | —          | —          | 25       | 3        |
| Hibernian                    | 2021–22  | Scottish Premiership | 2         | 0         | 1                | 0                | —          | —          | 3        | 0        |
| Dundalk (kölcsönben)         | 2022–23  | Premier Division     | 9         | 2         | 2                | 0                | —          | —          | 11       | 2        |
| Összesen                     | Összesen | Összesen             | 57        | 7         | 4                | 0                | 0          | 0          | 61       | 7        |

## Sikerei, díjai
Bodø/Glimt
- OBOS-ligaen
  - Feljutó (1): 2017

- Eliteserien
  - Bajnok (1): 2020
  - Ezüstérmes (1): 2019

## Fordítás
Ez a szócikk részben vagy egészben  a   Runar Hauge című angol Wikipédia-szócikk fordításán alapul.  Az eredeti cikk szerkesztőit annak laptörténete sorolja fel. Ez a jelzés csupán a megfogalmazás eredetét és a szerzői jogokat jelzi, nem szolgál a cikkben szereplő információk forrásmegjelöléseként.